# لاسلو ناج (شاعر)
لاسلو ناج (بالهنغارية: Nagy László) شاعر وكاتب ومترجم ورسام هنغاري. ولد في إسكاز [الإنجليزية] في 25 يوليو 1925، توفي في بودابست في 30 يناير 1978. لاسلو ناج هو الأخ الأكبر للأديب الهنغاري إشتفان آغ [الهنغارية].
نشأ في أسرة ريفية حيث كان الولد الثالث من أربعة أولاد. يتناول شعره تأملات في الأساطير والطقوس المشتركة بين شعوب العالم. صدر له أكثر من 400 قصيدة والكثير من الترجمات.
درس الآداب والفلسفة وعلم الاجتماع في جامعة بطرس البازماني الكاثوليكية [الإنجليزية]. تعلم اللغة الروسية وترجم أعمال الشاعر الروسي سيرغي يسينين إلى الهنغارية. عاش في الفترة 1949-1951 في بلغاريا حيث تعلم اللغة البلغارية وترجم أعمالاً أدبية بلغارية إلى الهنغارية.
حصل على جائزة الإكليل الذهبي في سنة 1968.
توفي في بودابست بأزمة قلبية ودفن في مقبرة فاركاشريتي.

## روابط خارجية
- لاسلو ناج على موقع ميوزك برينز (الإنجليزية)
- لاسلو ناج على موقع ديسكوغز (الإنجليزية)